# استیو تانر
 استیو تانر  (به انگلیسی: Steve Tanner) (زاده ۲۱ اکتبر ۱۹۷۰ - سومرست) داور سابق اهل انگلستان است. 
وی داوری را از دهه ۱۹۹۰ شروع کرده و از سال ۲۰۰۸ تا ۲۰۰۹ میلادی در لیست داوران فیفا قرار داشته‌است.